# حكومة الأمير زيد بن الحسين / الحكومة السورية
تشكلت حكومة الأمير زيد بن الحسين في 26 كانون الثاني 1920 بإيعاز من الأمير فيصل ببلاغ رسمي نشر في جريدة العاصمة العدد / 96 / لعام 1920 وسميت حكومة المديرين وانتهت ولايتها مع إعلان استقلال البلاد وبعد أن اتخذ المؤتمر السوري العام في 7 آذار 1920 قراره بتنصيب فيصل ملكاً على سورية· استقالت بعريضة رُفعت من قبل الأمير زيد ووافق عليها الملك فيصل بتاريخ 8 آذار 1920 ونشرت في جريدة العاصمة العدد /108/ ص 3·

## أبرز أعمالها
كان الوضع مع الحلفاء غير مستقر إطلاقًا، لذلك كان تجهيز الجيش واحدًا من أبرز ميادين عمل هذه الحكومة من خلال البحث عن سبل تأمين العتاد والسلاح اللازم له، كذلك فقد دعمت الحكومة الثوّار ضد فرنسا التي احتلّت الساحل السوري حاليًا ولبنان فضلاً عن لواء إسكندرون، وهم صبحي بركات في أنطاكية وصالح العلي في جبال اللاذقية وحسن الخراط في تلكلخ، إضافة إلى ثورات متفرقة في البقاع، ما أدى إلى تأزم العلاقة والجنرال هنري غورو المفوّض من قبل الحكومة الفرنسية مهام المندوب السامي في سوريا ولبنان.
قامت الحكومة في 25 أغسطس 1919 بإصدار قانون أساسي أشبه بالإعلان الدستوري المؤقت، مكون من عشر مواد، نظمت من خلاله عملها وعلاقتها بالمؤتمر السوري العام والشعب.
وقد أقرّ رئيس الحكومة خلال زيارته باريس يوم 6 يناير 1920 باستقلال لبنان وإقامة فيدرالية للدروز في حوران والجولان، كذلك اعترف بالانتداب الفرنسي ووعد بلفور، لذكل عمّت المظاهرات سوريا منددة بالاتفاق المسمى «اتفاق فيصل كليمانصو»، فتراجعت عنه الحكومة.
أعلنت الحكومة التعبئة العامة في 19 ديسمبر 1919 ردًا على تقدم القوات الفرنسية اتجاه بعلبك والبقاع واحتلالهما، واتهم نائب الرئيس الشاغل لمنصب الحاكم العسكري والحاكم الفعلي في ظل غياب فيصل في أوروبا، علي رضا الركابي بالتواطئ مع فرنسا، وحجب المؤتمر السوري العام عنه الثقة، في 10 ديسمبر 1919 ثم استقال خليفته عبد الحميد القلطقجي في 13 ديسمبر 1919، ثم جاء مصطفى نعمة في المنصب.
دعا رئيس الحكومة فيصل بن الحسين، المؤتمر السوري العام يوم 1 مارس 1920، للانعقاد بهدف إعلان الاستقلال وهو ما تمّ فعلاً في 7 مارس 1920.

## التشكيل الوزراي
تألف مجلس المديرين من:
| المنصب                       | الصورة | شاغل المنصب          | في المنصب من | في المنصب حتى |
| ---------------------------- | ------ | -------------------- | ------------ | ------------- |
| وكيل رئاسة مجلس المديرين     |        | زيد بن الحسين        |              |               |
| الأمين العام لمجلس المديرين  |        | أمين التميمي         |              |               |
| وكيل مديرية الأمن العام      |        | علي جودة             |              |               |
| مديرالحربية                  |        | علي رضا الركابي      |              |               |
| رئيس أركان حرس الشورى الحربي |        | يوسف العظمة          |              |               |
| مدير المالية                 |        | أحمد حلمي عبد الباقي |              |               |
| رئيس مستشاري الرئاسة         |        | علاء الدين الدروبي   |              |               |
| معاون الحاكم العسكري العام   |        | عادل أرسلان          |              |               |
| رئيس مجلس الإدارة            |        | عبد الرحمن اليوسف    |              |               |
| مدير الداخلية                |        | رشيد بك طليّع         |              |               |

## الملاحظات
1. ↑  بعض المصادر توثق هذه الحكومة مع حكومة رضا باشا الركابي (مجلس المديرين) (من 4 آب 1919 - 26 كانون الثاني 1920) كمجلس حكم واحد من 4 آب 1919 إلى 8 آذار 1920.
2. ↑  يذكر موقع رئاسة مجلس الوزراء السوري بأنه المنصب هو الأشغال العامة، غير أن المصادر الأخرى تذكر بأن المنصب هو مدير المالية وهو الراجح حيث أن وزارة الأشغال العامة لم ترد في الوزارات اللاحقة وإنما وزارة النافعة.

## روابط خارجية
- الحكومات السورية على موقع رئاسة مجلس الوزراء
- الحكومات السورية على موقع مجلس الشعب السوري
- وزارات الدولة على بوابة الحكومة الإلكترونية السورية
- الوزارات والهيئات الحكومية على موقع مجلس الشعب السوري